# فريدريك بيترسن (لاعب كرة قدم)
فريدريك بيترسن (بالدنماركية: Oluf Kinch Petersen)‏ هو لاعب كرة قدم دنماركي، ولد في 16 يوليو 1888، وتوفي في 20 نوفمبر 1964. لعب مع Boldklubben af 1893 ‏.

## وصلات خارجية
- فريدريك بيترسن على موقع أوليمبيديا (الإنجليزية)